# Saint-Jean-de-Thurac

Saint-Jean-de-Thurac este o comună în departamentul Lot-et-Garonne din sud-vestul Franței. În 2009 avea o populație de 498 de locuitori.

## Evoluția populației
| An        | 1975 | 1982 | 1990 | 1999 | 2006 | 2009 |
| --------- | ---- | ---- | ---- | ---- | ---- | ---- |
| Populație | 325  | 344  | 381  | 408  | 483  | 498  |